# Permanganat de sodi
El permanganat de sodi és un compost químic amb la fórmula NaMnO4. A causa de la seva gran solubilitat, les seves solucions aquoses s'utilitzen com a gravadors en circuits impresos. Està guanyant popularitat en el tractament de l'aigua per al control del sabor, l'olor i el musclo zebrat. El coet V-2 l'utilitzava en combinació amb el peròxid d'hidrogen per impulsar una turbobomba de combustible.